# Coucou geai
Clamator glandarius
Espèce
Statut de conservation UICN

 LC  : Préoccupation mineure
Le Coucou geai (Clamator glandarius) est une espèce d'oiseaux de la famille des Cuculidae. C'est une espèce monotypique (non subdivisée en sous-espèces).

## Comportement

### Alimentation
Le coucou geai se nourrit principalement de chenilles processionnaires des pins et autres insectes et larves.

### Reproduction
Il possède les mêmes mœurs parasitaires que le Coucou gris à quelques différences près.

Tout d'abord, il parasite principalement les Corvidae (corneilles, pies...) et ses poussins ne rejettent pas les autres occupants du nid. Au moment de la ponte, la femelle pique les autres œufs, ce qui a pour effet de stopper le développement de l'embryon.

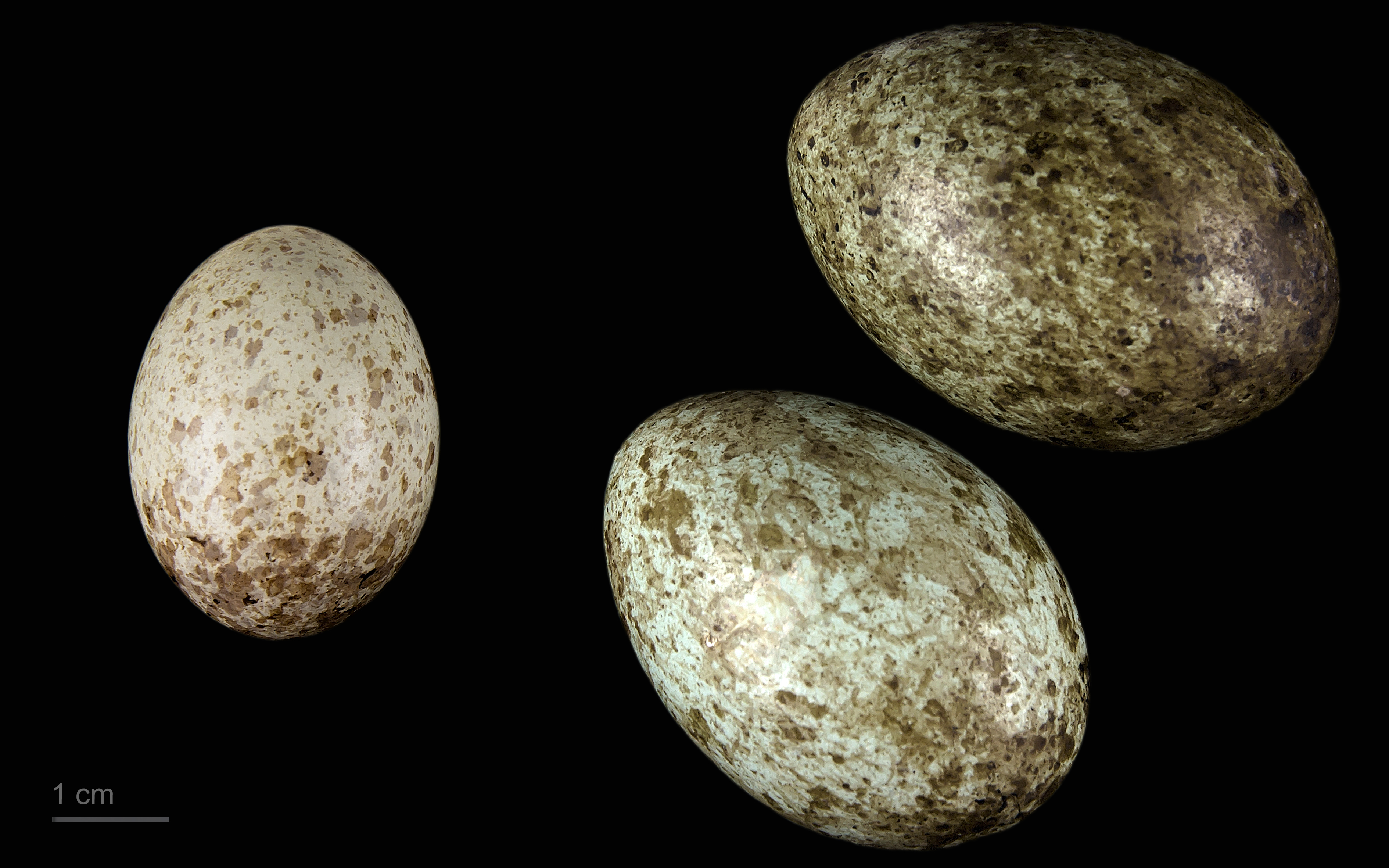
Œuf de Clamator glandarius dans une couvée de Corvus cornix - Muséum de Toulouse.

Plusieurs femelles peuvent parasiter le même nid, mais elles ne piquent pas les œufs des autres coucous geais.
L'ornithologue Manuel Soler (es) a mis en évidence une forme de « mafia avienne » : lorsque la pie bavarde élimine les œufs du coucou geai, ce dernier détruit le nid de la pie ou il gobe ses œufs, voire inflige de sévères blessures ou dévore ses poussins. Ces expéditions punitives obligent l’hôte à refaire une ponte et donc un nid, où le coucou pourra reprendre sa place. Les hôtes n'ont guère le choix et apprennent à faire avec le coucou geai.

## Aire de répartition

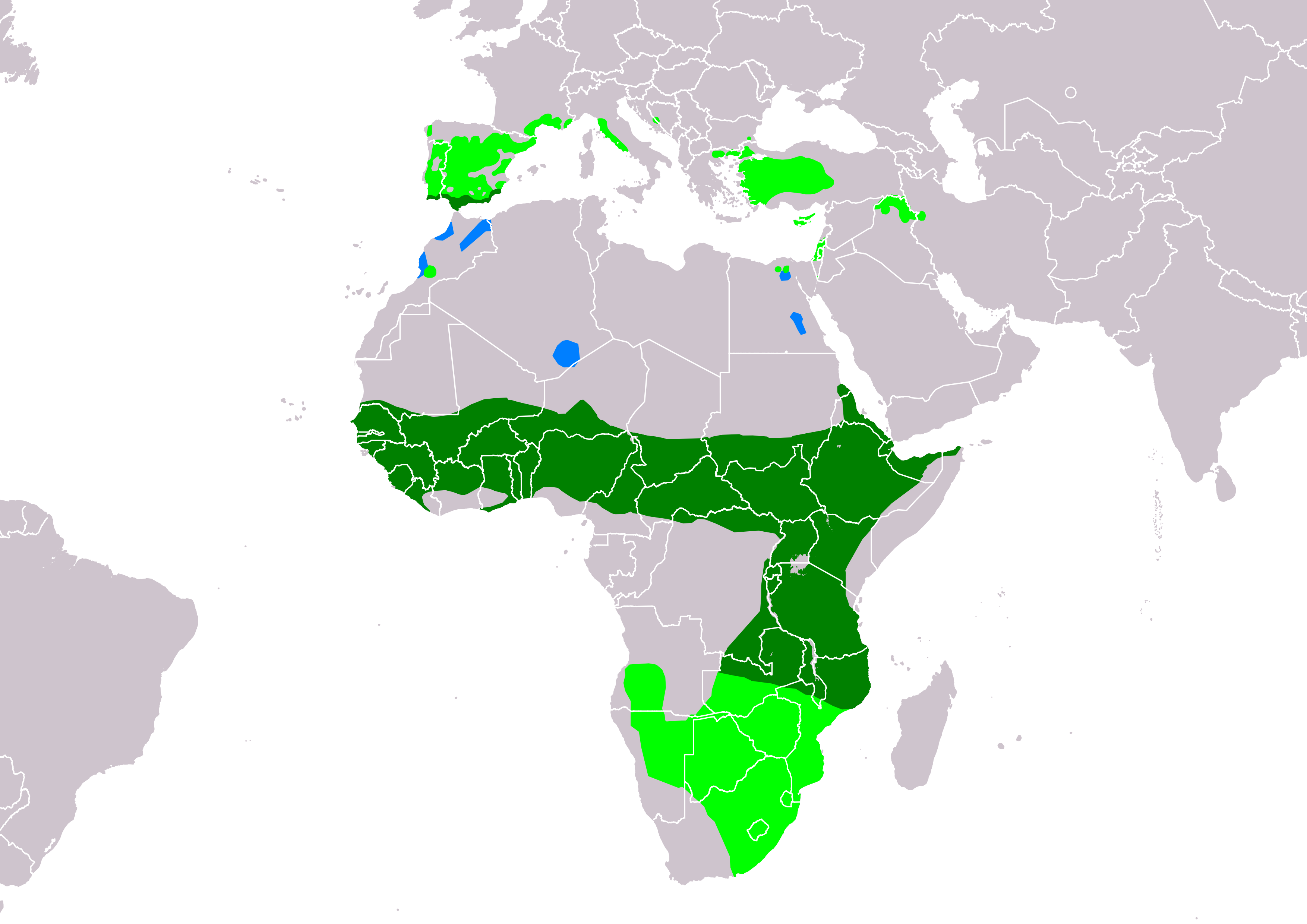

Son aire de répartition s'étend sur l'Europe du Sud, l'Afrique du Nord, le Moyen-Orient et l'Afrique subsaharienne. En France, on ne trouve le coucou geai que dans la ceinture méditerranéenne, du Var aux Pyrénées-Orientales et en Corse : c'est un habitant des bois clairs de pins parasols, des espaces ouverts, secs et chauds.

## Galerie d'images

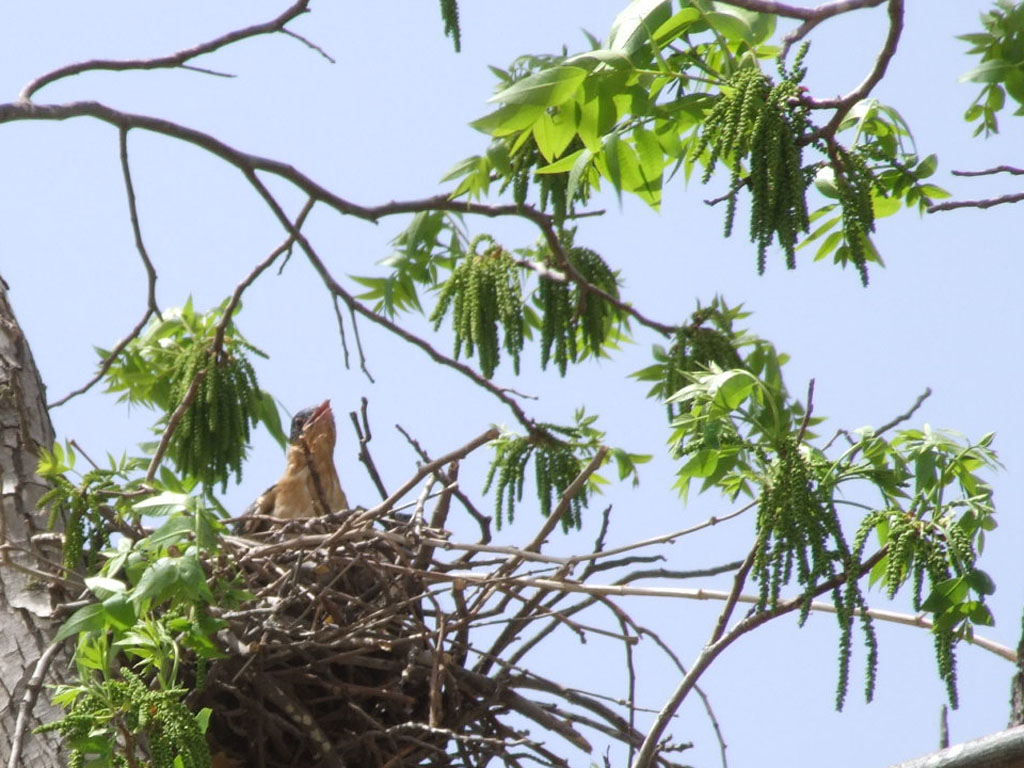
Jeune dans un nid.
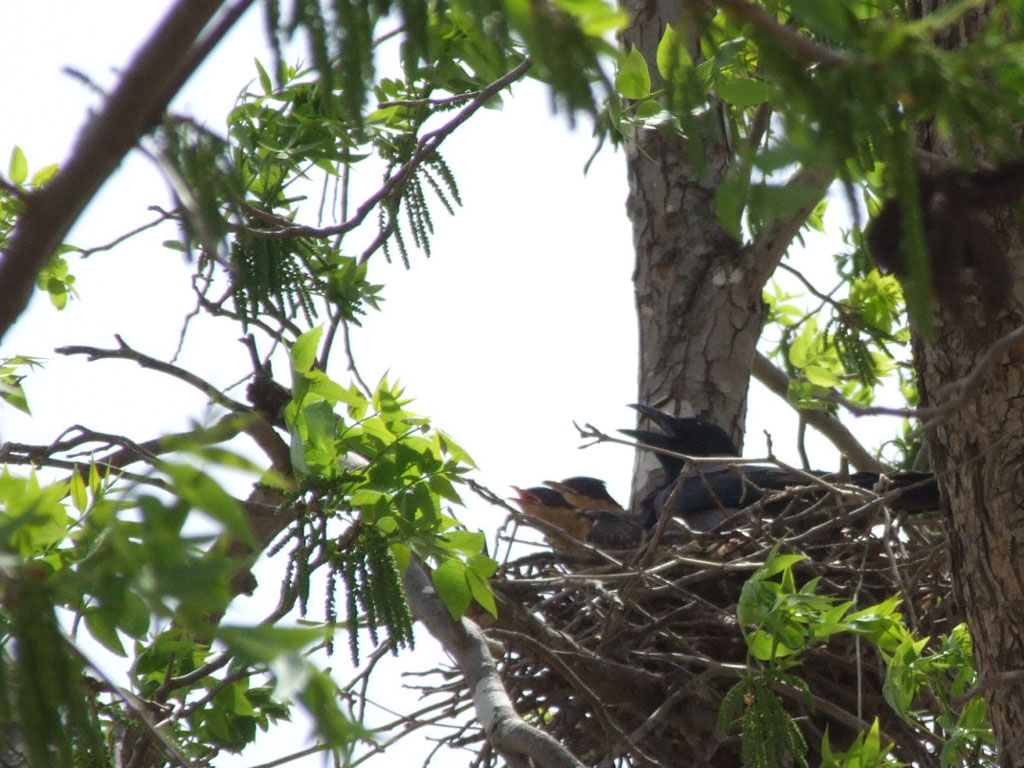
Jeunes dans un nid avec leur parent adoptif, une corneille noire.
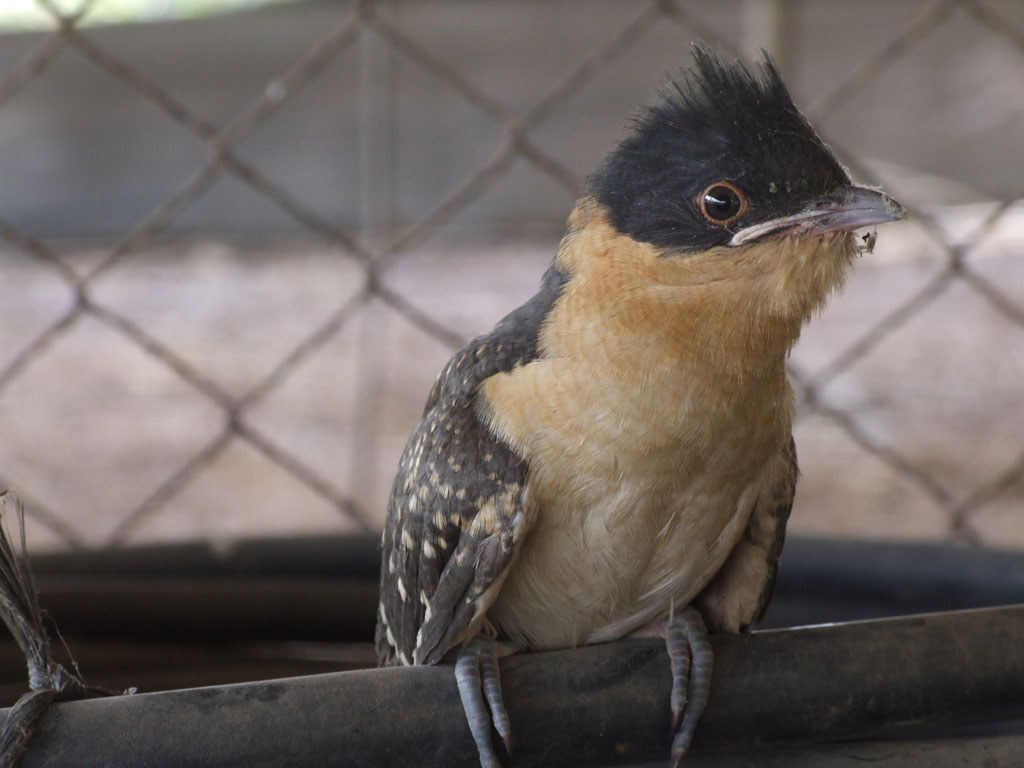
Individu en captivité.
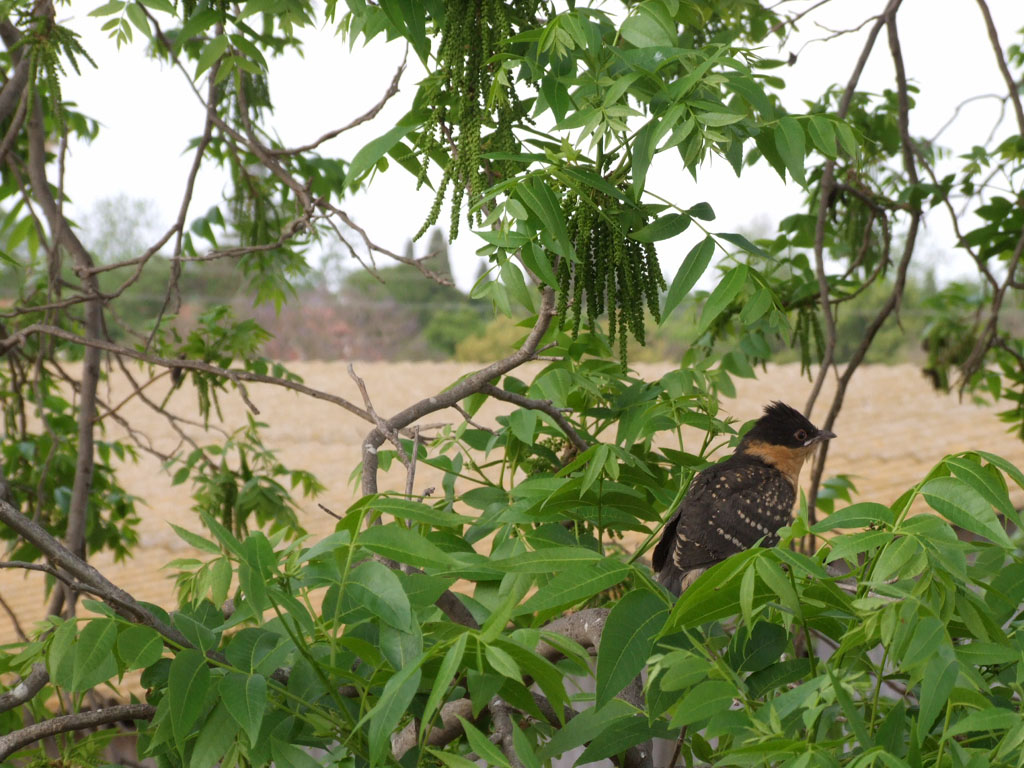
Individu adulte, dans un noyer.
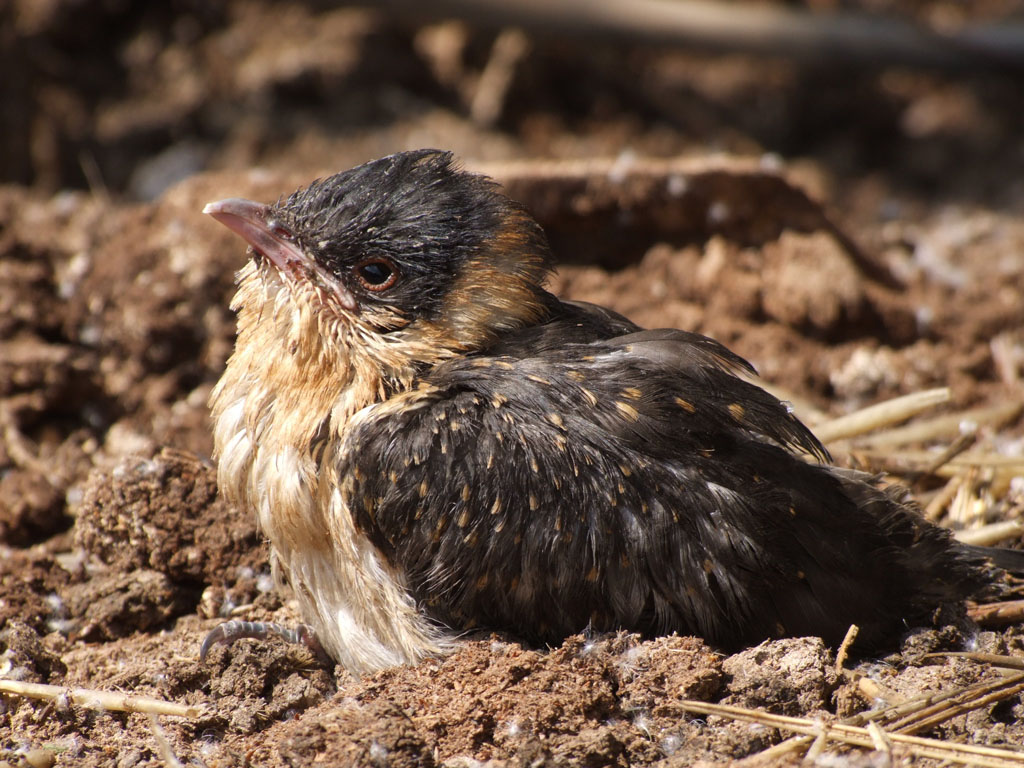
Individu juvénile, au sol.
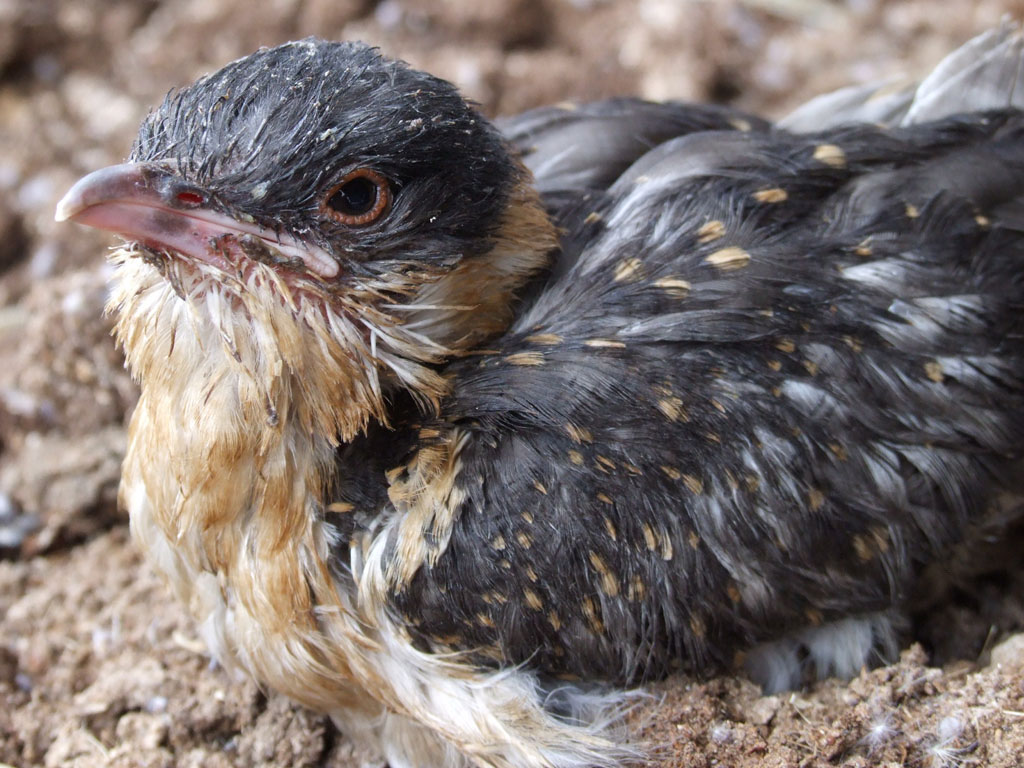
Individu juvénile (détail).
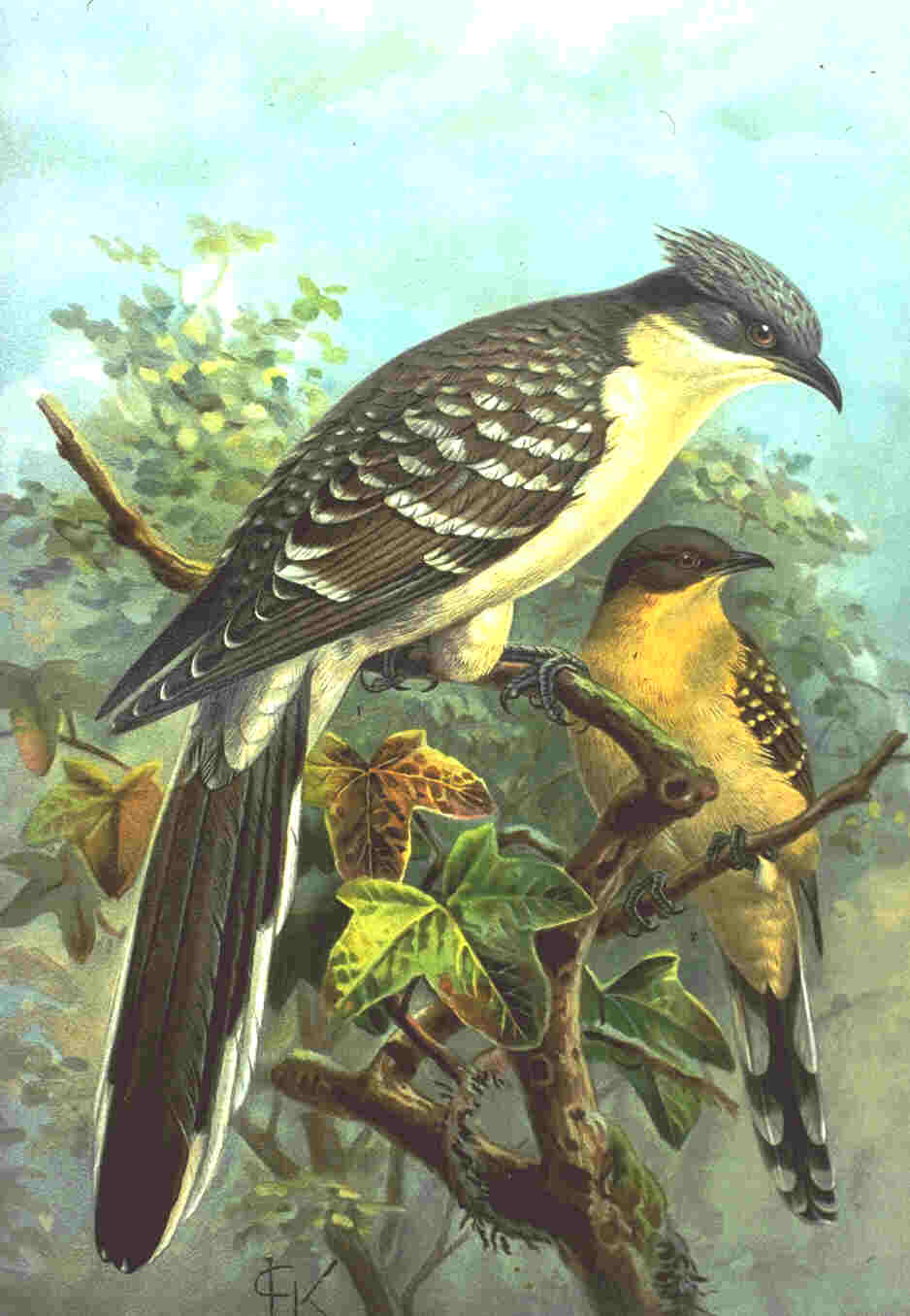
Couple, gravure de Naumann.